# Hans Peter Arp
Hans Peter Heinrich Arp (* 20. Oktober 1976 in Fredericton) ist ein kanadisch-deutscher Umweltchemiker und Professor, der sich auf die Untersuchung und Bewertung von Schadstoffen in der Umwelt spezialisiert hat. Seit 2018 ist er als Professor II an der Technisch-Naturwissenschaftlichen Universität Norwegens (NTNU) in Trondheim tätig und arbeitet zudem seit 2008 am Norwegian Geotechnical Institute in Oslo.
Von 1994 bis 1998 absolvierte er ein Bachelorstudium (B.Sc.) in Chemie an der University of New Brunswick, gefolgt von einem weiteren Bachelorstudium (B.A.) in vergleichender Literatur. Anschließend siedelte er nach Deutschland über, wo er an der Universität Tübingen den Masterstudiengang Applied Environmental Geoscience absolvierte. Von 2004 bis 2007 doktorierte er bei René Schwarzenbach an der ETH Zürich zum Thema Ambient aerosol-air partitioning of polar, nonpolar and dissociating organic compounds.
Arps Forschung konzentriert sich auf das Verhalten und die Auswirkungen von Schadstoffen wie Mikroplastik, PFAS, polycyclischen aromatischen Kohlenwasserstoffen (PAK), persistenten organischen Schadstoffen (POP) und Metallen in der Umwelt. Zudem arbeitet er an der Entwicklung von Strategien zur Regulierung von PMT- und vPvM-Stoffen mit.
Er hat laut Google Scholar einen h-Index von 56. Seine Publikation The global threat from plastic pollution aus dem Jahr 2021 wurde mehr als 1900-mal zitiert.
Neben seiner akademischen Arbeit engagiert sich Arp in europaweiten Initiativen wie dem „Forever Lobbying Project“, das die Kosten und Auswirkungen von PFAS-Kontamination untersucht.